# Arrondissements de la Vendée

La carte des arrondissements de la Vendée au 1 janvier 2019.
Arrondissement de Fontenay-le-Comte
Arrondissement de La Roche-sur-Yon
Arrondissement des Sables-d’Olonne

Depuis le 28 pluviôse an VIII (17 février 1800), les arrondissements de la Vendée sont au nombre de trois dans le département.
Les trois subdivisions actuelles admettent comme chefs-lieux les communes de Fontenay-le-Comte de La Roche-sur-Yon et des Sables-d’Olonne.

## Histoire
Sous la Révolution française, après les décrets de l’Assemblée nationale concernant la division du royaume en 83 départements (15 janvier et 16 février 1790), un autre décret, daté du 26 janvier 1790 et particulier cette fois-ci, porte création de six entités infra-départementales dans la Vendée appelées « districts » (Challans, La Châteigneraye, Fontenay-le-Peuple, Montaigu, La Roche-sur-Yon et Les Sables-d’Ollonne). Ces premières subdivisions du département sont mises en œuvre dans le cadre de lettres patentes de Louis XVI données le 4 mars 1790.
Avec la Constitution du 5 fructidor an III (22 août 1795), entrée en vigueur le 4 brumaire (26 octobre 1795), les divisions du département se restreignent aux seuls cantons et communes, la notion de district ayant disparu.
Sous le Consulat, la loi du 28 pluviôse an VIII concernant la division du territoire de la République et l’administration introduit une nouvelle entité infra-départementale, l’arrondissement, plus étendu que les précédents districts. Il est alors créé par le premier consul Napoléon Bonaparte dans le département trois arrondissements : le premier dont le chef-lieu est fixé aux Sables-d’Olonne ; le deuxième à Montaigu ; le troisième dont le siège Fontenay est également la préfecture de département.
Par le biais de l’arrêté du 17 ventôse an VIII relatif à l’installation, aux fonctions, au costume des préfets (8 mars 1800), repris dans l’arrêté du 9 brumaire an X portant réduction des justices de paix du département de la Vendée (31 octobre 1801), les nouvelles subdivisions sont baptisées du nom de leur chef-lieu (Les Sables-d’Olonne, Montaigu et Fontenay).
Bien que le décret impérial du 5 prairial an XII (25 mai 1804) ordonne le transfert du chef-lieu de la Vendée de Fontenay à La Roche-sur-Yon, la réorganisation des arrondissements de la Vendée n’est actée par Napoléon Ier qu’à la suite du décret impérial du 14 juin 1810 concernant l’arrondissement de Napoléon, département de la Vendée. Par celui-ci, l’arrondissement de Montaigu est supprimé au profit de l’arrondissement de Napoléon (nouvelle dénomination de La Roche-sur-Yon), tandis que Fontenay est rétrogradée au rang de sous-préfecture dans les mêmes limites de son arrondissement.
Sous la Restauration, le découpage des arrondissements est sensiblement modifié par Louis XVIII dans la loi du 21 juillet 1824 relative à diverses modifications dans la circonscription du territoire principalement en faveur de l’arrondissement de Bourbon-Vendée.
Les limites des arrondissements ne sont pas modifiées tout au long des XIXe et XXe siècles hormis entre 1975 et 1979. En effet, par un décret en Conseil d’État du 10 octobre 1975, La Chapelle-Palluau, commune associée d’Aizenay (canton du Poiré-sur-Vie), qui appartenait avant cette date au canton de Palluau (arrondissement des Sables-d’Olonne) est affectée à l’arrondissement de La Roche-sur-Yon. Cependant, un arrêté préfectoral du 31 mai 1979 restaure La Chapelle-Palluau comme commune et la réintègre l’arrondissement.
Au 1er janvier 2017, dans le cadre de la rationalisation des limites administratives de l’État, le territoire des arrondissements est en partie modifié pour épouser les limites des intercommunalités à fiscalité propre. Aussi, le 1er janvier 2019, Landeronde, membre de La Roche-sur-Yon-Agglomération, est attribuée à l’arrondissement de La Roche-sur-Yon.

## Découpage actuel
Le département de la Vendée est divisé depuis le 1er janvier 2019 entre :
- l’arrondissement de Fontenay-le-Comte (110 communes, 141 620 habitants, 2 326,68 km2) ;
- l’arrondissement de La Roche-sur-Yon (77 communes, 293 895 habitants, 2 501,33 km2) ;
- et l’arrondissement des Sables-d’Olonne (71 communes, 235 082 habitants, 1 932,60 km2).

## Composition
| Nom                                 | Code Insee | Superficie (km2) | Population (dernière pop. légale) | Densité (hab./km2) | Modifier             |
| ----------------------------------- | ---------- | ---------------- | --------------------------------- | ------------------ | -------------------- |
| Arrondissement de Fontenay-le-Comte | 851        | 2 315,80         | 140 477 (2022)                    | 61                 | modifier les données |
| Arrondissement de la Roche-sur-Yon  | 852        | 2 489,10         | 306 623 (2022)                    | 123                | modifier les données |
| Arrondissement des Sables-d'Olonne  | 853        | 1 914,70         | 259 243 (2022)                    | 135                | modifier les données |
| Vendée                              | 85         | 6 720,00         | 706 343 (2022)                    | 105                | modifier les données |

### Note
1. ↑  Par la suite, au gré des changements de noms de la commune chef-lieu, l’arrondissement est successivement connu comme celui de :
  - La Roche-sur-Yon (en avril 1814) ;
  - Bourbon-Vendée (à partir du 28 avril 1814) ;
  - Napoléon (à partir du 14 avril 1815) ;
  - Bourbon-Vendée (à partir de juin 1815) ;
  - Napoléon-Vendée (à partir du 18 mars 1848) ;
  - et La Roche-sur-Yon (à partir du 27 septembre 1870).